# خالد عزیزی
خالد عزیزی (زادهٔ ۱۳۳۸ در شهرستان نقده، استان آذربایجان غربی) فعال سیاسی کرد و دبیرکل حزب دموکرات کردستان است. وی پس از عبدالله حسن‌زاده و همچنین بعد از تقسیم حزب دمکرات در سال ۲۰۰۶، در کنگره‌های ۱۴، ۱۵ و ۱۶ به سمت دبیر کلی این حزب انتخاب شد. مدتی پس از کنگره ۱۶ حزب دموکرات کردستان، وی دست از کار کشید و مصطفی مولودی به عنوان دبیرکل جایگاه وی را پر کرد. در کنگره ۱۷، وی دوباره به عنوان دبیرکل انتخاب شد. قبل از سال ۲۰۰۶ وی به عنوان مسئول روابط بین‌الملل حزب دمکرات، در آمریکا و چند کشور اروپایی فعالیت می‌کرد.

## زندگی‌نامه
خالد عزیزی متولد سال ۱۳۳۸ در شهرستان نقده است.

#### تحصیلات
خالد عزیزی تحصیلات دانشگاهی خود را در کشور سوئد و در رشته علوم سیاسی به پایان رسانده‌است.

## فعالیت‌های سیاسی
خالد عزیزی از دوران جوانی و همگام با شروع انقلاب ۱۳۵۷ به صفوف مبارزان کرد پیوست و تاکنون در در پستهای مختلفی در حزب دمکرات کردستان فعالیت داشته. قبل از انتخاب وی به عنوان دبیرکل حزب دمکرات کردستان، تا سال ۲۰۰۶ وی مسئول روابط خارجی حزب دمکرات بود. بعد از اتمام دوره دبیر کلی عبدالله حسن‌زاده و شروع اختلافات درون حزبی بعد از کنگره ۱۳ که در سال ۲۰۰۶ به تقسیم حزب دمکرات انجامید، وی در کنگره ۱۴ این حزب توانست رأی اعتماد اکثریت کنگره را جلب کند و ابتدا تا ۲ سال به عنوان سخنگو و بعد از آن به عنوان دبیرکل این حزب شناخته شود. همچنین در کنگره‌های ۱۵ و ۱۶ نیز مورد اعتماد اعضا قرار گرفت و در پست دبیر کلی باقی ماند. وی در بین طرفداران خود و همچنین اکثر اعضای حزب دمکرات به شخصیتی نوگرا ملقب است. وی ۳ ماه بعد از کنگره ۱۶ از سمت دبیر کلی حزب دمکرات کردستان استعفا داد. کمیته مرکزی حزب دمکرات کردستان در تاریخ ۱۵ ژانویه ۲۰۱۷ استعفای وی را قبول کرد و مصطفی مولودی را جایگزین وی کرد. در کنگره ۱۷ حزب دموکرات کردستان روز ۱۱ نوامبر ۲۰۱۹ (۲۰ آبان ۱۳۹۸)، وی دوباره به عنوان دبیرکل انتخاب شد.